# 32X
La 32X es un periférico para la consola de videojuegos Sega Genesis. Con el nombre en código «Project Mars», fue diseñado para aumentar las capacidades técnicas de la consola y servir como una consola de transición a la era de los 32 bits hasta el lanzamiento de Sega Saturn. Usa sus propios cartuchos ROM y posee su propia biblioteca de juegos. Se distribuyó bajo el nombre Super 32X en Japón y Corea del Sur, Genesis 32X en Norteamérica, Mega 32X en Brasil y Mega Drive 32X en todas las demás regiones.
Sega lo presentó en el Consumer Electronics Show en junio de 1994 y lo prometió como una opción de bajo costo para juegos de 32 bits. Fue desarrollado como respuesta a Atari Jaguar y las preocupaciones de que Saturn no llegara al mercado a fines de 1994. Aunque el 32X fue concebido como una nueva consola independiente, a sugerencia del ejecutivo de Sega of America Joe Miller y su equipo, se convirtió en un complemento para Sega Genesis para dotarle de una mayor potencia. El diseño final contenía dos unidades de procesamiento central de 32 bits y un procesador gráfico.
No logró atraer a terceras empresas de desarrollo de videojuegos ni a los consumidores debido al anuncio de su lanzamiento simultáneo con Saturn en Japón. Los esfuerzos de Sega para acelerar el lanzamiento del 32X al mercado redujeron el tiempo para el desarrollo de sus juegos, lo que resultó en un exiguo catálogo de cuarenta juegos que no aprovechaban completamente el hardware. Sega produjo 800 000 unidades y vendió aproximadamente 665 000 a fines de 1994, vendiendo el resto con grandes descuentos hasta que cesó su producción en 1996 cuando Sega centró su atención en Saturn.
El 32X está considerado como un fracaso comercial. La recepción inicial fue positiva, destacando el bajo precio y el aumento de potencia de la consola. Sin embargo; las reseñas posteriores, tanto contemporáneas como en retrospectiva, fueron en su mayoría negativas debido a su biblioteca de juegos poco profunda, mala planificación en su puesta a la venta y la fragmentación del mercado de Genesis.

## Historia
Sega lanzó Mega Drive, una consola de videojuegos de 16 bits, en 1988. Salió a la venta en América del Norte bajo el nombre de Genesis en 1989, con lanzamientos en otras regiones un año después. A principios de 1994, Sega había comenzado a preocuparse por la competencia de las consolas de 32 bits más nuevas y potentes, como la Atari Jaguar y la 3DO Interactive Multiplayer. La Sega CD, un complemento anterior para la Genesis, no había cumplido con las expectativas comerciales, y la sucesora de la Genesis, la Sega Saturn, no se lanzaría por completo en todo el mundo hasta finales de 1995. Esto dejó una brecha de casi dos años que a Sega le preocupaba que permitiera a sus competidores ganar terreno. Según el exdirector ejecutivo de Sega of America, Tom Kalinske, en lo que respecta a la discusión sobre la longevidad de la Genesis, «Inicialmente, el argumento era que podríamos obtener otro año de vida de la Genesis antes de tener que presentar la Saturn. Japón no estuvo de acuerdo conmigo en eso, así que, como una especie de medida provisional, surgió la 32X».

### Desarrollo
Durante el Winter Consumer Electronics Show de enero de 1994, el director de investigación y desarrollo de Sega of America, Joe Miller, recibió una llamada telefónica en su suite de un hotel de Las Vegas del presidente de Sega, Hayao Nakayama, en la que Nakayama recalcó la importancia de dar una respuesta rápida al Atari Jaguar. En la llamada estuvieron presentes el productor de Sega of America, Scot Bayless, el jefe del equipo de hardware de Sega, Hideki Sato, y el vicepresidente de tecnología de Sega of America, Marty Franz. Una idea planteada por el equipo japonés, a la que el exproductor de Sega of America, Michael Latham, se refirió como «Genesis 2», era una consola completamente nueva e independiente. Se trataría de un nuevo modelo Genesis con una paleta de colores mejorada y algunas capacidades 3D limitadas gracias a la integración de ideas del desarrollo del chip Sega Virtua Processor.
Según Latham, Miller descartó una Genesis mejorada como «una idea espantosa. Si lo único que van a hacer es mejorar el sistema, debería ser un accesorio. Si se tratara de un sistema nuevo con juegos nuevos de verdad, estupendo. Pero si lo único que hace es duplicar el número de colores...». Miller dijo que su idea era aprovechar la Genesis existente como una forma de evitar alienar a los clientes de Sega, que de lo contrario se verían obligados a descartar sus sistemas Genesis por completo para jugar juegos de 32 bits, y para controlar el costo del nuevo sistema en forma de complemento. A partir de estas discusiones, se propuso el nuevo complemento, con nombre en código «Project Mars».
Con Miller presionando para que su equipo estadounidense creara el sistema, el 32X fue diseñado como un periférico para el Genesis existente, expandiendo su potencia con dos procesadores SuperH-2 de 32 bits, los mismos que se usarían en Saturn pero con una velocidad de reloj menor. El SH-2 había sido desarrollado en 1993 como una empresa conjunta entre Sega y la compañía electrónica japonesa Hitachi. El diseño original para el complemento 32X, según Bayless, fue creado en una servilleta de cóctel, pero Miller lo negó. En otro relato, Bayless afirmó que Franz comenzó a diseñar el 32X en un bloc de notas de hotel, dibujando dos procesadores SH-2 con framebuffers separados.
Aunque la nueva unidad era una consola más potente que la propuesta originalmente, no era compatible con los juegos de Saturn. Esto se justificó con la declaración de Sega de que ambas plataformas convivirían al mismo tiempo y que el 32X estaría dirigido a jugadores que no podían comprar la más costosa unidad de Saturn. Bayless elogió el potencial de este sistema en este punto, llamándolo «el sueño del día para los programadores» con sus procesadores gemelos y capacidades 3D. Sega of America dirigió el desarrollo de la 32X, con algo de ayuda del equipo de Sato en Japón. La escasez de procesadores debido a que se usaban los mismos chips de 32 bits tanto en 32X como en Saturn dificultó el desarrollo de la 32X, al igual que la barrera del idioma entre los equipos en Japón y Estados Unidos.
Antes de que se lanzara la 32X, la fecha de lanzamiento de la Saturn se anunció para noviembre de 1994 en Japón, coincidiendo con la fecha de lanzamiento prevista de la 32X en América del Norte. Sega of America fue la encargada de comercializar la 32X y el lanzamiento de la Saturn en Japón se produjo simultáneamente. Su respuesta fue describir la 32X como un «dispositivo de transición» entre la Genesis y la Saturn; Bayless dijo que esto «simplemente nos hizo parecer codiciosos y tontos ante los consumidores».

### Promoción y lanzamiento

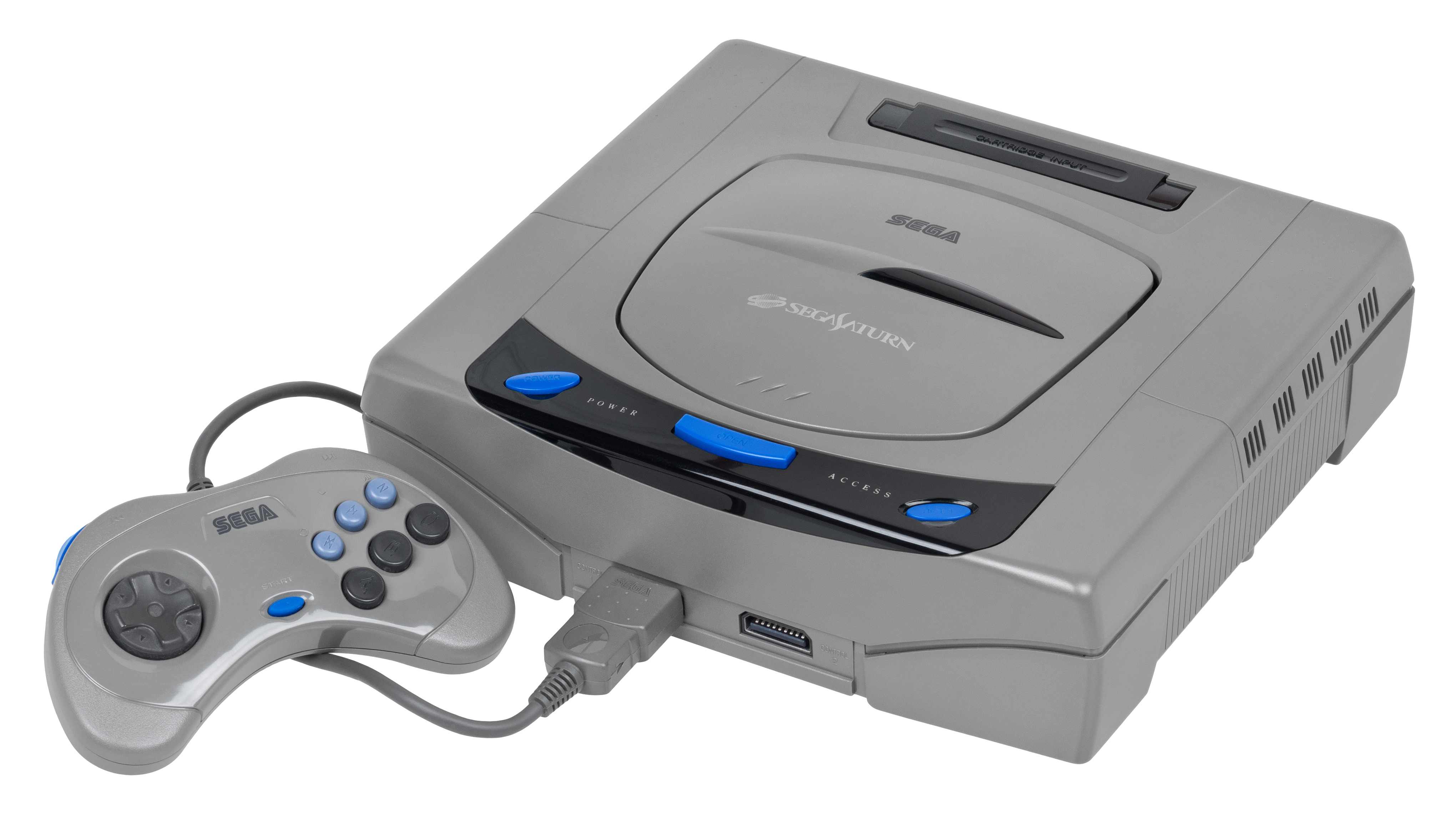
Sega Saturn salió al mercado en Japón en noviembre de 1994. El 32X era incompatible con el software de la consola

La presentación del 32X al público se produjo en el Summer Consumer Electronics Show de junio de 1994 en Chicago. Promocionado como la «entrada para pobres a los juegos de “próxima generación”», el 32X se comercializó por su precio de 159 dólares estadounidenses como una alternativa menos costosa al Saturn. Sin embargo, Sega no respondió si una consola Genesis equipada con un Sega CD y un 32X podría o no ejecutar el software de Saturn. Trip Hawkins, fundador de The 3DO Company, estaba dispuesto a señalar que no lo haría, afirmando: «Todo el mundo sabe que el 32X es poco más que un parche. No es un “sistema de próxima generación”. Es bastante caro, tampoco es que sea demasiado potente, es difícil de programar para él y no es compatible con la Saturn». En respuesta a estos comentarios, el ejecutivo de Sega, Richard Brudvik-Lindner, señaló que el 32X reproduciría juegos de Genesis y tendría la misma arquitectura de sistema que Saturn.
En agosto de ese año, GamePro destacó las ventajas del próximo complemento en sus procesadores de 32 bits y un precio significativamente más bajo, y señaló que «no hay duda de que los jugadores que quieren conseguirlo ahora gastarán mucho dinero para adquirir los sistemas y juegos Saturn o PlayStation de Japón. Sin embargo, para el resto de nosotros, el 32X puede ser el sistema elegido en 1994». Edge fue más crítico y se preguntó si el 32X solo estaba allí para reemplazar a un dispositivo provisional durante la temporada navideña en los EE. UU. y Europa, y se refirió al lanzamiento japonés como un «ejercicio de relaciones públicas y una forma rápida de ganar dinero [en lugar de] una apuesta seria por llevar la máquina a todos los hogares». En respuesta a las preocupaciones sobre la posibilidad de que la 32X fuera una solución provisional, Kalinske dijo: «Saturn tendrá un precio que no la convertirá en un producto de mercado masivo. En términos de volumen y de mantener la categoría emocionante, es Genesis y la 32X».
La 32X se lanzó el 21 de noviembre de 1994 en América del Norte, a tiempo para la temporada navideña de ese año. Como se anunció, se vendió por $159,99 sin un juego incluido. La demanda entre los minoristas era alta y Sega no podía satisfacer los pedidos del nuevo sistema. Se habían realizado más de 1 000 000 de pedidos de unidades 32X, pero Sega solo había logrado enviar 600 000 unidades en enero de 1995. En los Estados Unidos, se vendieron casi 500 000 unidades en Navidad de 1994, superando la proyección de ventas inicial de Sega. Lanzada al mismo precio que una consola Genesis, el precio de la 32X era menos de la mitad de lo que sería el precio de la Saturn en el mercado. El lanzamiento europeo se produjo en noviembre de 1994, a un precio de 169,99 libras esterlinas, y también experimentó una alta demanda inicial.
Sega prometió doce juegos disponibles en el lanzamiento y cincuenta que se lanzarían en 1995 de desarrolladores externos. A pesar de las promesas iniciales de Sega, solo seis juegos estaban disponibles en su lanzamiento en América del Norte, incluidos Doom, Star Wars Arcade, Virtua Racing Deluxe y Cosmic Carnage. Aunque Virtua Racing se consideró una apuesta fuerte, Cosmic Carnage «lucía tan mal y tenía una jugabilidad tan horrible que los periodistas hicieron chistes a su costa». Los juegos estaban disponibles a un precio minorista de $69.95. La publicidad del sistema incluía imágenes del 32X conectado a una consola Genesis para crear un «sistema arcade». Japón recibió el 32X el 3 de diciembre de 1994, dos semanas después del lanzamiento del Saturn en la región. El 32X se lanzó en Brasil en marzo de 1995.

### Declive
A pesar de que la consola de menor precio se posicionaba como una entrada económica en el mundo de los juegos de 32 bits, Sega tuvo dificultades para convencer a los desarrolladores externos de que crearan juegos para el nuevo sistema. Los mejores desarrolladores ya estaban al tanto de la inminente llegada de Sega Saturn, Nintendo 64 y PlayStation, y no creían que la 32X fuera capaz de competir con ninguno de aquellos sistemas. Al no querer crear juegos para un complemento que era «un callejón sin salida tecnológico», muchos desarrolladores decidieron no hacer juegos para el sistema. Los problemas plagaron los juegos desarrollados internamente debido al apresurado tiempo de desarrollo de la 32X. Según Bayless, «los juegos en cola se forzaban a finalizarlos lo más rápido posible, lo que significaba un recorte masivo en todos los sentidos imaginables. Incluso desde el principio, los diseños de esos juegos eran deliberadamente conservadores debido a la falta de tiempo. Cuando se lanzaban, se habían vuelto aún más conservadores; no hacían nada por demostrar de qué era capaz el hardware». Kalinske ha dicho que Sega of America no recibió suficiente apoyo de Japón en el desarrollo de juegos. Los kits de desarrollo salieron tarde, lo que dejó poco tiempo para el desarrollo de juegos antes del lanzamiento de la 32X. Según un desarrollador, el hardware de la 32X era significativamente más lento que el de la Saturn y carecía de la capacidad para mapear texturas.
Los periodistas estaban igualmente preocupados por la táctica de Sega de vender dos consolas similares a diferentes precios e intentar dar soporte a ambas, comparando el enfoque de Sega con el de General Motors y segmentando el mercado de sus consolas. Para convencer a la prensa de que la 32X era una consola que valía la pena, Sega envió a periodistas de todo el país a San Francisco para una fiesta en un club nocturno local. El evento contó con un discurso de Kalinske, música en vivo con un rapero local y juegos de la 32X en exhibición. Sin embargo, el evento resultó ser un fracaso, ya que los periodistas intentaron abandonar la fiesta debido a la música alta y los juegos poco impresionantes en exhibición, solo para descubrir que los autobuses que los llevaron a la discoteca acababan de partir y no regresarían hasta el final programado de la fiesta.
Aunque el sistema tuvo un lanzamiento exitoso, la demanda pronto desapareció. Durante los primeros tres meses de 1995, varios de los editores externos de la 32X, incluidos Capcom y Konami, cancelaron sus proyectos de 32X para poder concentrarse en producir juegos para Saturn y PlayStation. La 32X no logró captar la atención del público y se considera un fracaso comercial. En 1995, la Genesis todavía no había demostrado ser exitosa en Japón, donde era conocida como Mega Drive, y la Saturn estaba superando a la PlayStation, por lo que el director ejecutivo de Sega, Hayao Nakayama, decidió obligar a Sega of America a centrarse en la Saturn y cortar el soporte para los productos de Genesis, ejecutando un lanzamiento anticipado sorpresa de la Saturn a principios del verano de 1995. Sega estaba dando soporte a cinco consolas diferentes antes de esto: Saturn, Genesis, Game Gear, Pico y Master System, así como a los complementos Sega CD y 32X. Las estimaciones de ventas para el 32X se situaron en 665 000 unidades a finales de 1994. A pesar de las garantías de Sega de que se desarrollarían muchos juegos para el sistema, a principios de 1996, Sega finalmente admitió que había prometido demasiado con el complemento y decidió descontinuar el 32X para centrarse en Saturn. En septiembre de 1995, el precio minorista del 32X bajó a $99, y luego el inventario restante se liquidó en las tiendas a $19,95, con 800 000 unidades vendidas en total.

### Sega Neptune
Sega Neptune es un prototipo de consola «dos en uno», Mega Drive y 32X, que Sega nunca llegó a poner en producción ya que su pretensión original era lanzarla en el otoño de 1995, con un precio de venta planeado por debajo de los US$200 (equivalente a $399,91 en 2023). Apareció en marzo de 1995, y Sega Magazine dijo que la consola «muestra el compromiso [de Sega] con el hardware», y que el sistema sería compatible con el Mega-CD. Sega canceló el Neptune en octubre de 1995, alegando temores de que diluiría su comercialización del Saturn y tendría un precio demasiado cercano al del Saturn para ser un competidor viable. Electronic Gaming Monthly utilizó Sega Neptune como una broma del Día de los Inocentes en su edición de abril de 2001. El número incluía un pequeño artículo en el que los escritores anunciaban que Sega había encontrado un almacén lleno de viejas Sega Neptunes y las estaban vendiendo en un sitio web por US$199.

## Aspectos técnicos y especificaciones

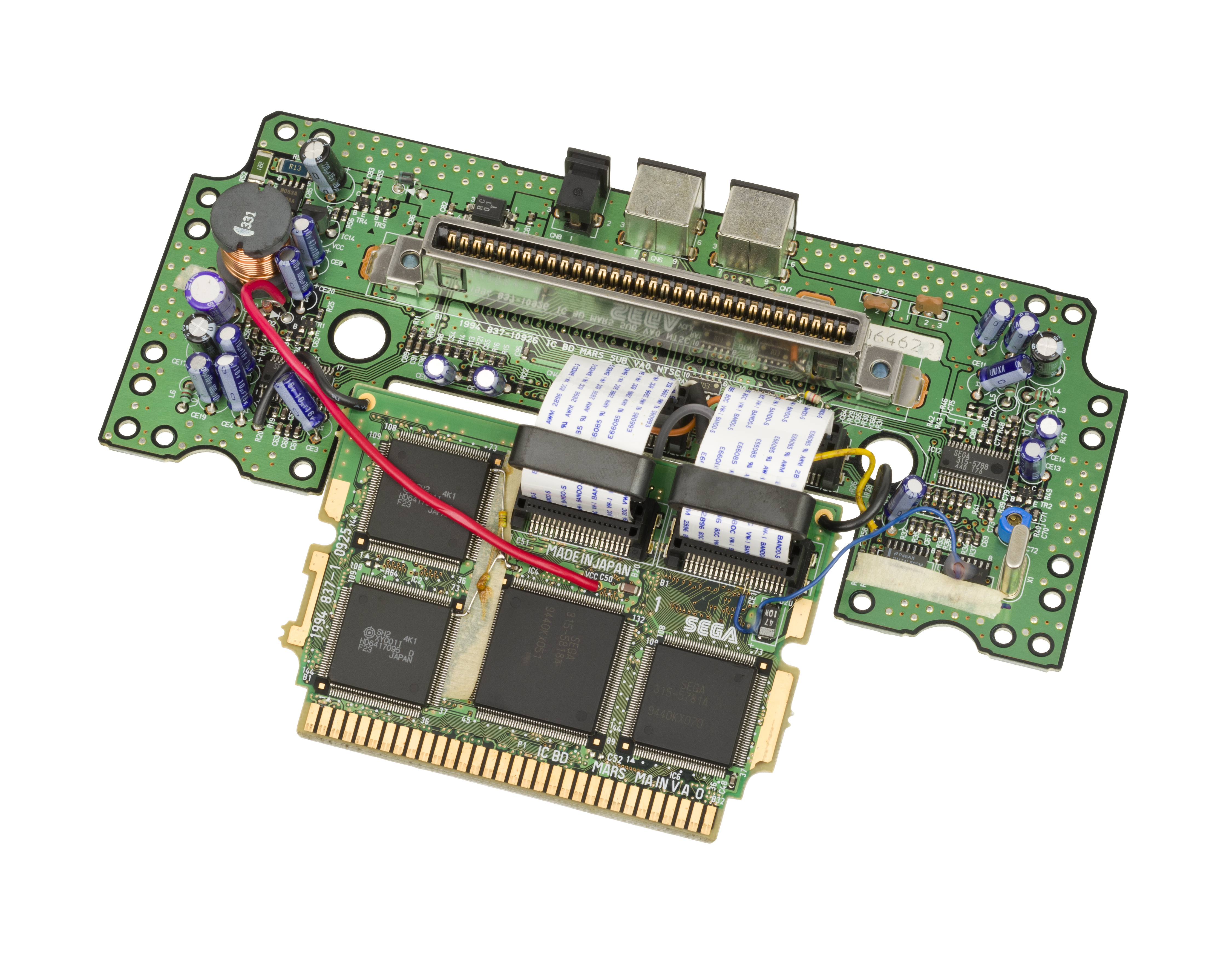
Los chips gemelos Hitachi SH-2 de 32 bits alimentan el 32X

32X solo se puede usar acoplada a Mega Drive. Se inserta en la consola como un cartucho de juego estándar. Requiere su propia fuente de alimentación independiente, un cable de conexión que lo conecte a la consola y otro de conversión adicional para el modelo original de la misma. Además de reproducir su propia biblioteca de cartuchos, el 32X hace de intermediario para seguir reproduciendo juegos de Mega Drive y también se puede usar junto con un Mega-CD anexado de manera que ejecute títulos que hagan uso de ambos complementos. El 32X también vino con un espaciador para que encajara correctamente con el segundo modelo de la consola; se ofreció uno opcional para usar con el sistema Multi-Mega —Sega Genesis CDX en Norteamérica—, pero finalmente nunca se envió debido a los riesgos de descarga eléctrica cuando se conectaran el 32X junto al CDX. La instalación del 32X también requiere la inserción de dos placas protectoras electromagnéticas incluidas en la ranura de cartuchos de Mega Drive.
Acoplado en la parte superior de Sega Genesis, el 32X mide 115 mm × 210 mm × 100 mm (4,5 pulgadas × 8,3 pulgadas × 3,9 pulgadas). Contiene dos procesadores Hitachi SH-2 RISC de 32 bits con una velocidad de reloj de 23 MHz, que, según Sega, permitiría que el periférico funcione cuarenta veces más rápido que un Genesis independiente. Su unidad de procesamiento de gráficos es capaz de producir 32 768 colores y renderizar 50 000 polígonos por segundo, lo que proporciona una mejora notable con respecto al renderizado de polígonos de Mega Drive. El 32X también incluye 256 kilobytes de memoria de acceso aleatorio (RAM), junto con 256 kilobytes de RAM de video. El sonido se suministra a través de una fuente de sonido de modulación de ancho de pulso. La entrada/salida se suministra a un televisor a través de un cable A/V provisto que suministra video compuesto y audio estéreo, o a través de un modulador de RF. El audio estéreo también se puede reproducir a través de auriculares a través del puerto en la consola Mega Drive adjunta.

## Catálogo de juegos

Para 32X se lanzaron varios ports de diversos juegos, entre ellos Doom. En la imagen el logotipo del título

La biblioteca de juegos del 32X consta de cuarenta títulos, incluidos seis que requerían tanto el 32X como el Sega CD. Entre ellos se encontraban los ports de los juegos de arcade After Burner, Space Harrier y Star Wars Arcade, un desplazamiento lateral con un colibrí como personaje principal en Kolibri, y un spin-off de Sonic the Hedgehog exclusivo de 32X, Knuckles' Chaotix. Varios de los juegos lanzados para el 32X son adaptaciones mejoradas de los juegos de Mega Drive, incluidos FIFA Soccer 96, NFL Quarterback Club y World Series Baseball '95. En una revisión retrospectiva de la consola, Star Wars Arcade fue considerado el mejor juego para 32X por IGN debido a su juego cooperativo, banda sonora y fiel reproducción a la experiencia de Star Wars. En una revisión separada, Levi Buchanan de IGN elogió Shadow Squadron como superior a Star Wars Arcade. Sin embargo, el escritor de Retro Gamer, Damien McFerran, alabó a Virtua Fighter como «la joya de la corona de 32X», y GamesRadar+ nombró a Knuckles' Chaotix como el mejor juego para el sistema. Next Generation se refirió a Virtua Fighter como «la colorida guirnalda fúnebre sobre el ataúd de 32X», reflejando el consenso entre los críticos contemporáneos de que el juego era a la vez posiblemente el mejor lanzamiento de 32X y un claro presagio de la suspensión inminente de la plataforma, ya que era inferior a la versión Saturn ya lanzada de Virtua Fighter Remix, así como el próximo lanzamiento de Saturn de Virtua Fighter 2. En respuesta a las preguntas de los fans, Sega declaró que la arquitectura del 32X no era lo suficientemente poderosa para manejar un port de Virtua Fighter 2.
A pesar de su procesamiento de 32 bits y su potencial para mejores gráficos y sonido que Mega Drive, la mayoría de los juegos no aprovecharon el hardware del 32X. Doom recibió críticas casi perfectas, pero luego fue criticado como inferior a las versiones para PC y Atari Jaguar, con niveles faltantes, gráficos y audio deficientes, movimiento entrecortado, y jugabilidad en ventana. Franz cree que pocos desarrolladores estaban dispuestos a invertir en el diseño de juegos que funcionaran con las capacidades de audio mejoradas del 32X. Una de las causas fue la prisa de lanzar juegos para la salida del 32X; el exproductor ejecutivo de Sega of America, Michael Latham, dijo que «costó mucho convencernos» para publicar un juego como Cosmic Carnage. Con Doom, el programador de Id Software, John Carmack, tuvo que recortar un tercio de los niveles para tener el juego listo para el lanzamiento de 32X. Debido a las limitaciones de tiempo, los diseños de los juegos fueron intencionalmente conservadores y no mostraron lo que el hardware del sistema podía hacer. En una entrevista a finales de 1995, el vicepresidente de marketing de Sega, Mike Ribero, insistió en que Sega no estaba abandonando la 32X, pero reconoció que el apoyo de la primera parte había sido mediocre: «No les mentiré, la cagamos con la 32X. Prometimos en exceso y no cumplimos».

## Recepción y legado

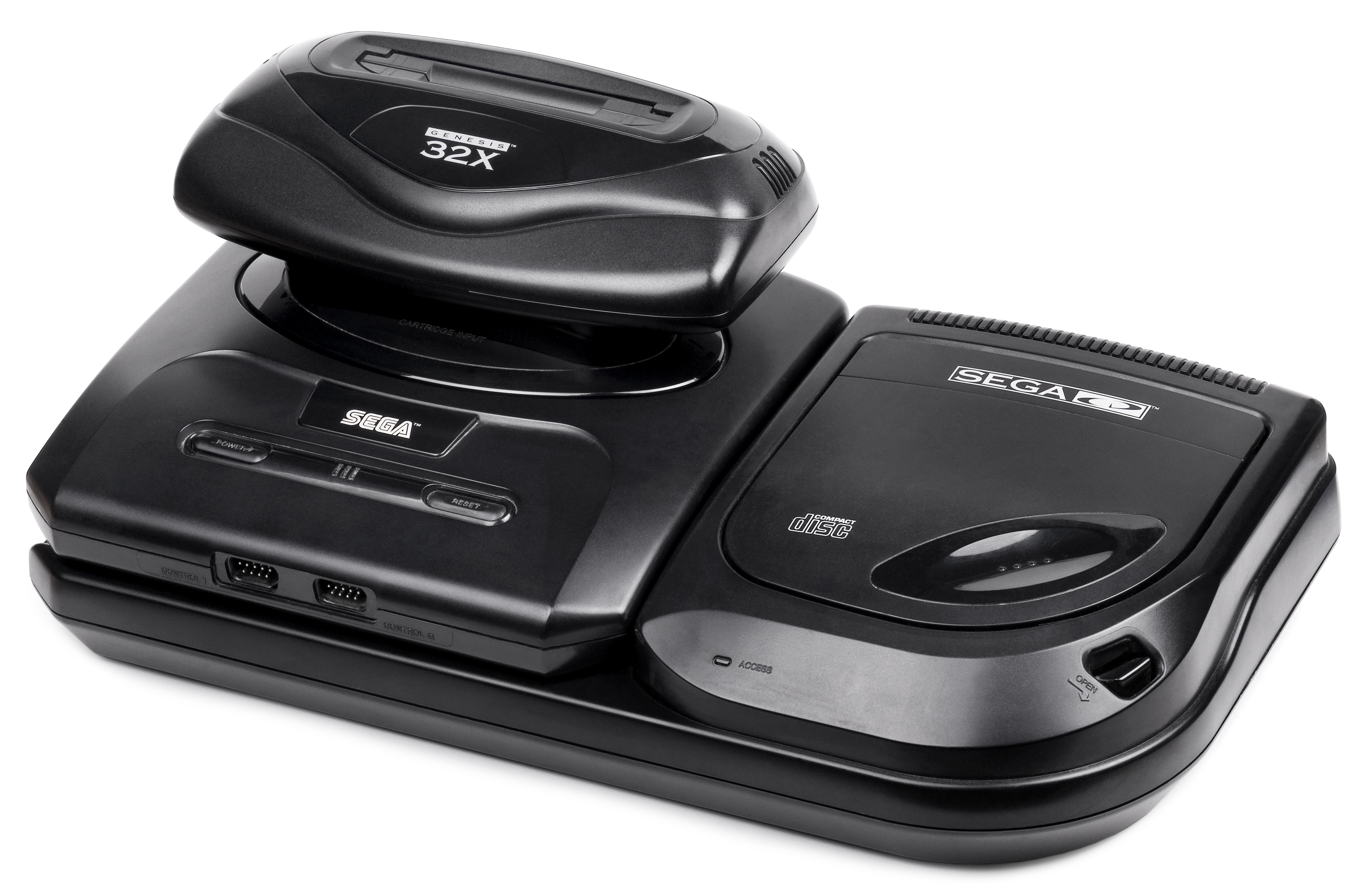
La versión norteamericana Sega Genesis con los complementos 32X y Sega CD

La recepción inicial del 32X y sus juegos tras el lanzamiento del complemento fue muy positiva. Cuatro revisores de Electronic Gaming Monthly calificaron el complemento con 8, 7, 8 y 8 de 10 en su Guía del comprador de 1995, destacando las mejoras del complemento para Genesis, pero cuestionando cuánto tiempo sería compatible el sistema. GamePro comentó que los múltiples cables de entrada y alimentación del 32X lo hacen «tan complicado como configurar su VCR» y notó algunas fallas de rendimiento con el prototipo, como congelamientos y sobrecalentamiento, pero expresó su confianza en que los modelos de producción funcionarían bien y le dio la adición sobre su aprobación general. Las críticas de sus juegos de lanzamiento, como Doom, también fueron positivas.
A fines de 1995, los comentarios sobre el complemento se habían agriado. En su Guía del comprador de 1996, los cuatro revisores de Electronic Gaming Monthly calificaron el complemento con 3, 3, 3 y 2 de 10, criticando la biblioteca de juegos y el abandono del sistema por parte de Sega a favor del Saturn. Una revisión en Next Generation criticó al 32X por su débil procesamiento de polígonos, la tendencia de los desarrolladores a mostrar sus capacidades con juegos de colores chillones y su función aparente como «simplemente una forma de obtener una mente y una participación de mercado adicionales de 1994 en espera del Saturn». La revisión le dio una de cinco estrellas. Game Players lo evaluaron como mucho menos poderoso que Saturn y PlayStation, por lo que su precio más bajo no podría considerarse un incentivo, y dijeron que la gran mayoría de sus juegos podrían haberse hecho igual de bien en Super Nintendo. Además, al comentar que el soporte de software tanto propio como de terceros había sido débil, concluyeron: «La falta de soporte [y] buenos juegos, y el lanzamiento de Saturn hacen que el 32X sea un sistema que nunca existió».
Retrospectivamente, el 32X es ampliamente criticado por tener una biblioteca poco profunda con falta de soporte y una mala idea a raíz del lanzamiento de Sega Saturn en Japón. Jeremy Parish de 1UP.com declaró que la 32X «contaminaba casi todo lo que tocaba». GamesRadar+ también criticó el sistema, colocándolo como su novena peor consola y el crítico Mikel Reparaz criticó que «era un sistema provisional que sería tirado debajo del autobús cuando salió el Sega Saturn seis meses después, y todos parecían saberlo excepto los fanáticos acérrimos de Sega y la propia compañía». Damien McFerran de Retro Gamer elogió el aumento de potencia del 32X para ofrecer versiones de Space Harrier, After Burner y Virtua Fighter que eran exactas a las versiones arcade originales, así como el precio del complemento, que decía: «Si no tenía los bolsillos lo suficientemente profundos como para permitirse un Saturn, entonces el 32X era una opción viable; es una pena que se vendiera tan mal porque había potencial para la verdadera grandeza». Levi Buchanan, escribiendo para IGN, vio algo de sentido en el movimiento de Sega para crear el 32X, pero criticó su implementación. Según Buchanan, «En realidad pensé que el 32X era una mejor idea que el Sega CD... El 32X, aunque no tenía suficiente potencia, al menos avanzó la pelota. Tal vez solo ganó unas pocas pulgadas en gran parte debido a una biblioteca débil, pero al menos la idea era la correcta».
En particular, el estado de la consola como complemento y el mal momento después del anuncio de Saturn han sido identificados por los revisores como factores responsables de la fractura de la audiencia de las consolas de videojuegos de Sega en términos de desarrolladores y consumidores. Scott Alan Marriott de Allgame afirma que «todos los complementos redujeron la cantidad de compradores potenciales y disuadieron a las empresas de hacer los juegos necesarios para aumentar las ventas». GamePro criticó el concepto del complemento, anotando los gastos que implica la compra del sistema. Según el crítico Blake Snow, «¿Cuántos archivos adjuntos de 16 bits necesitaba uno? En general, si usted fuera una de las almas desafortunadas que compraron por completo el frenesí de complementos de Sega, habría gastado la friolera de US$650 por algo que pesaba tanto como un cachorro». Escribiendo para GamesRadar+, Reparaz señaló que «los desarrolladores, que no querían perder el tiempo en un callejón sin salida tecnológico, abandonaron el 32X en masa. Los jugadores rápidamente siguieron su ejemplo, convirtiendo lo que alguna vez fue una idea prometedora en una nota al pie vergonzosa en la historia de la consola, así como una lección objetiva sobre por qué los fabricantes de consolas no deberían dividir su base de usuarios con complementos costosos». Reparaz continuó criticando la decisión de Sega de lanzar el 32X, señalando que «últimamente, el 32X fue el producto de una miopía estúpida: su existencia puso a Sega en competencia consigo mismo una vez que se lanzó el Saturn». Escribiendo para IGN, Buchanan señala: «Si no ha visto muchos complementos como el 32X desde 1994, creo que el 32X eliminó la idea de un complemento como este, un refuerzo de potencia, de forma permanente. Y eso es algo bueno. Porque los complementos, si no se implementan correctamente, solo dividen a la audiencia».
Los exejecutivos de Sega tienen opiniones encontradas sobre el 32X. Bayless cree firmemente que el 32X sirve como una advertencia a la industria de los videojuegos para que no se arriesgue a fragmentar el mercado de consolas mediante la creación de complementos, y criticó al Kinect y PlayStation Move por hacerlo. Franz atribuye el fracaso comercial de la 32X a su incapacidad para funcionar sin una consola anexada y la falta de una unidad de CD, a pesar de su compatibilidad con Mega-CD, afirmando: «32X estaba destinada a morir porque no tenía una unidad de CD y estaba un complemento. Un dispositivo complementario nunca está tan bien pensado como un dispositivo construido desde cero». Miller, por otro lado, recuerda positivamente el 32X, afirmando: «Creo que el 32X en realidad era una plataforma interesante y viable. El momento no era el correcto y, sin duda, nuestra capacidad para mantenerlo, dado lo que hicimos con Saturn, era severamente limitada. Hubo un montón de razones por las que finalmente no pudimos hacer lo que teníamos que hacer con esa plataforma, sin el apoyo de terceros y Saturn a la venta, pero sigo pensando que el proyecto fue un éxito por un montón razones. En retrospectiva, no fue una gran idea por muchas otras razones».